# El trastomóvil
El trastomóvil es una historieta publicada en 1996 del dibujante de cómics español Francisco Ibáñez perteneciente a la serie Mortadelo y Filemón.

## Trayectoria editorial
Publicada en 1996 en "Magos del Humor" (n.º 69). Más tarde apareció en el n.º 136 de la Colección Olé.

## Sinopsis
La T.I.A. ha regalado unos teléfonos móviles de alta seguridad a diversas personalidades públicas. Sin embargo, se descubre que están manipulados por Mamerto "El Cernícalo", de manera que puede controlar las mentes de sus dueños y hacerles cometer atentados. El objetivo de Mortadelo y Filemón será hacerse con esos teléfonos sin que se enteren sus dueños y llevarlos a la T.I.A. para destruirlos.
Las personalidades son:
- El director general de la T.I.A.
- La folklórica Panymoja.
- El armador Crisótomos Barrigoulos.
- El Mariscal Cimitárrez, del Cuartel del Zambombazo.
- El ingeniero Hormigónez.